# أندي غيب
أندي غيب (بالإنجليزية: Andrew Roy Gibb) (و. 1958 – 1988 م) هو مغني، وموسيقي، وكاتب أغاني بريطاني، ولد في مانشستر، توفي في أكسفورد، عن عمر يناهز 30 عاماً، بسبب مرض معد.

## وصلات خارجية
- أندي غيب على موقع IMDb (الإنجليزية)
- أندي غيب على موقع ميوزك برينز (الإنجليزية)
- أندي غيب على موقع قاعدة بيانات برودواي على الإنترنت (الإنجليزية)
- أندي غيب على موقع إن إن دي بي (الإنجليزية)
- أندي غيب على موقع أول ميوزيك (الإنجليزية)
- أندي غيب على موقع ديسكوغز (الإنجليزية)
- أندي غيب على موقع قاعدة بيانات الفيلم (الإنجليزية)
- أندي غيب في قاعدة بيانات الأفلام على الإنترنت